# Landkreis Annaberg
Der Landkreis Annaberg war ein Landkreis im Südwesten des Freistaates Sachsen. Nachbarkreise waren im Osten der Mittlere Erzgebirgskreis, im Süden die tschechischen Verwaltungsbezirke Karlsbad (Karlovarský kraj) und Aussig (Ústecký kraj), im Westen der Landkreis Aue-Schwarzenberg und im Nordwesten der Landkreis Stollberg.

## Geschichte
Eine frühe Verwaltungseinheit auf dem Territorium des späteren Landkreises war das Mühlenamt Annaberg. Nach Silberfunden am Schreckenberg und der Gründung der „Neustadt am Schreckenberg“ (1496, 1501 in St. Annaberg umbenannt), wurde die vormals auf diesem Gebiet bestehende Herrschaft Pöhlberg 1499 aufgelöst und in ein Amt umgewandelt. Dessen Sitz lag in der kurfürstlichen Herrenmühle an der Sehma. Die Mühle gab dem Amt seinen Namen. 1553 wurde das Amt an den Rat der Stadt Annaberg verpachtet. Es war zwischen 1590 und 1704 für die drei Dörfer Frohnau, Geyersdorf und Kleinrückerswalde zuständig. 1794 wurde das Mühlenamt Annaberg aufgelöst und seine Aufgaben dem Justizamt Wolkenstein übertragen. Bis 1830 verblieben jedoch verschiedene Zuständigkeiten vor Ort. Das Mühlenamt war Teil des Erzgebirgischen Kreises.
Nach der Verabschiedung der Sächsischen Verfassung 1831 und der dadurch gegebenen staatsrechtlichen Vereinheitlichung des Königreiches wurde auch eine administrative Neugliederung des Staatsgebietes erforderlich. Im Zuge dieser Reform wurde das Territorium des späteren Landkreises Annaberg einer Amtshauptmannschaft mit Sitz in Forchheim zugeordnet. 1871 wurde der Sitz nach Annaberg verlegt. Mit der Verwaltungsreform von 1873/74 wurde die Amtshauptmannschaft Annaberg in den territorialen Grenzen gebildet, wie sie bis 1952 und wieder zwischen 1994 und 2008 bestanden. 1939 erfolgte die Umbenennung in Landkreis Annaberg.
1952 wurden im Zuge einer Territorialreform innerhalb der DDR auch die Kreisgrenzen neu zugeschnitten. Der Kreis Annaberg, der nun zum Bezirk Karl-Marx-Stadt gehörte, blieb zwar im Wesentlichen bestehen, musste aber die im Norden gelegenen Gemeinden Ehrenfriedersdorf, Gelenau/Erzgeb., Herold, Jahnsbach und Thum an den neu geschaffenen Kreis Zschopau abtreten. Bei einer erneuten Kreisreform 1994 wurde diese Veränderung rückgängig gemacht, der Landkreis Annaberg erhielt seine historische Gestalt zurück.
Im Zuge der Verwaltungsreform in Sachsen schlossen sich die Landkreise Annaberg, Aue-Schwarzenberg, Mittlerer Erzgebirgskreis und Stollberg am 1. August 2008 zum neuen Erzgebirgskreis zusammen.

## Politik

### Landrat
Landrat des Landkreises Annaberg war von 1990 bis 2001 Wilfried Oettel (CDU), danach von 2001 bis 2008 Jürgen Förster (Bürgerforum Annaberg).

### Kreistag
Die 50 Sitze im Kreistag verteilten sich nach der Kommunalwahl vom 13. Juni 2004 folgendermaßen auf die einzelnen Parteien:
| Partei      | Sitze |
| CDU         | 24    |
| Bürgerforum | 13    |
| Die Linke   | 7     |
| SPD         | 3     |
| FDP         | 3     |

## Wirtschaft
Der Landkreis war geprägt von mittelständischer Industrie (vor allem Holz- und Metallverarbeitung) – er hatte eine der höchsten Dichten an Industriearbeitsplätzen unter sozialversicherungspflichtig Beschäftigten in Deutschland – und vom Tourismus, durch ihn führte die Silberstraße.

## Partnerschaften
Der Kreis Annaberg unterhielt folgende Partnerschaften:
- Landkreis Nürnberger Land, Bayern (seit 1990)
- Landkreis Kaohsiung, Taiwan (seit 1993)

## Städte und Gemeinden
(Einwohnerzahlen vom 31. Dezember 2006)
| Städte 1. Annaberg-Buchholz, Große Kreisstadt (22.808) 2. Ehrenfriedersdorf (5.238) 3. Elterlein (3.217) 4. Geyer (4.034) 5. Jöhstadt (3.230) 6. Oberwiesenthal, Kurort (2.675) 7. Scheibenberg (2.347) 8. Schlettau (2.705) 9. Thum (5.814) Verwaltungsgemeinschaften - Verwaltungsgemeinschaft Bärenstein mit den Mitgliedsgemeinden Bärenstein und Königswalde - Verwaltungsgemeinschaft Geyer mit den Mitgliedsgemeinden Stadt Elterlein, Stadt Geyer und Tannenberg - Verwaltungsgemeinschaft Scheibenberg-Schlettau mit den Mitgliedsstädten Scheibenberg (VG-Sitz) und Schlettau | Gemeinden 1. Bärenstein (2.684) 2. Crottendorf (4.564) 3. Gelenau/Erzgeb. (4.701) 4. Königswalde (2.384) 5. Mildenau (3.748) 6. Sehmatal (Sitz: Cranzahl) (7.270) 7. Tannenberg (1.254) 8. Thermalbad Wiesenbad (3.710) |

## Kfz-Kennzeichen
Anfang 1991 erhielt der Landkreis das Unterscheidungszeichen ANA. Es wurde bis zum 31. Juli 2008 ausgegeben. Seit dem 9. November 2012 ist es aufgrund der Kennzeichenliberalisierung im Erzgebirgskreis erhältlich.